# Brinckochrysa tjederi
Brinckochrysa tjederi is een insect uit de familie van de gaasvliegen (Chrysopidae), die tot de orde netvleugeligen (Neuroptera) behoort. 
Brinckochrysa tjederi is voor het eerst wetenschappelijk beschreven door Hölzel in 1987.